# Pelecopsis punctilineata
Pelecopsis punctilineata là một loài nhện trong họ Linyphiidae.
Loài này thuộc chi Pelecopsis. Pelecopsis punctilineata được Herman Theodor Holm miêu tả năm 1964.